# Федорків Володимир
Володимир Федорків (псевдо: «Оверко»; 1920, с. Ожидів, Буський район, Львівська область — 4 березня 1947, с. Підлисся, Золочівський район, Львівська область ) — український військовик, поручник УПА, командир сотень «Витязі» та «Русичі», член команди ТВ-11 «Пліснисько».

## Життєпис
Народився 1920 року в  селі Ожидів (тепер Буський район, Львівська область). 
Закінчив підстаршинську школу (1943), заступник командира сотні “Дружинники ІІ” (літо 1944), командир сотні “Дружинники ІІ” (“Витязі”; 09.1944–09.1945), командир сотні
“Русичі” (09.1945–1946), командир куреня (1946).
Старший булавний (1943), хорунжий (15.04.1945), поручник (22.01.1946).  
Загинув геройською смертю у бою з спецгрупою МВД.

## Нагороди
Відзначений Вирізненням в наказі КВШ УПА-Захід (1.01.1946).